# الكسندر لوتز
الكسندر لوتز (بالألمانية: Alexander Lutz)‏ هو مجدف ألماني، ولد في 26 يوليو 1973.

## وصلات خارجية
- الكسندر لوتز على موقع الاتحاد الدولي للتجديف (الإنجليزية)